# Pseudoclitopilus
Pseudoclitopilus Vizzini & Contu – rodzaj grzybów z rzędu pieczarkowców (Agaricales).

## Systematyka i nazewnictwo
Pozycja w klasyfikacji według Index Fungorum: Incertae sedis, Agaricales, Agaricomycetidae, Agaricomycetes, Agaricomycotina, Basidiomycota, Fungi.
Takson utworzyli Alfredo Vizzini i Marco E. Conti w 2012 r.
Gatunki:
- Pseudoclitopilus rhodoleucus (Sacc.) Vizzini & Contu 2012
- Pseudoclitopilus salmonifolius (M.M. Moser & Lamoure) Vizzini & Contu 2012 – tzw. białokrowiak pieniński

Wykaz gatunków i nazwy naukowe na podstawie Index Fungorum. Wykaz gatunków i nazwy polskie według Władysława Wojewody i innych.
Obydwa gatunki występują w Polsce.